# Italexit (partid politic)
Italexit, al cărui nume complet este Italexit pentru Italia (în italiană Italexit per l'Italia), este un partid politic din Italia eurosceptic, care pledează pentru ieșirea Italiei din zona euro și din Uniunea Europeană. Fondatorul și actualul lider este Gianluigi Paragone,, senator și fost jurnalist de televiziune, care s-a definit ca fiind conservator și și-a prezentat partidul ca pe un partid conservator.
Paragone se opune apartenenței Italiei la NATO.

## Istorie
În ianuarie 2020, senatorul și fostul jurnalist al Mișcării Cinci Stele (M5S) Gianluigi Paragone, cunoscut pentru poziția sa eurosceptică, a fost exclus din partid după ce s-a abținut la o moțiune de încredere pentru guvernul, care era sprijinit de M5S și Partidul Democrat, și a votat de asemenea împotriva bugetului pe 2022. În lunile ce au urmat, Paragone a vorbit despre noul partid, vorbind despre "nevoia de curaj...și bani."
În iulie 2020, la câteva săptămâni după întâlnirea cu Nigel Farage, fondatorul partidului pro-Brexit UK Independence Party, Paragone a lansat Italexit cu scopul declarat de a scoate Italia din Uniunea Europeană.
Doi senatori M5S, Carlo Martelli și Mario Giarrusso, au intrat în Italexit în 2021, în timp ce, în 2022, senatorul William De Vecchis de la Liga și deputatul Jessica Costanzo, care fusese deja expulzată din M5S, s-a alăturat și ea.

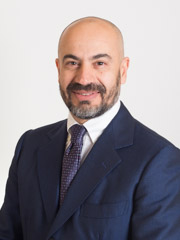
Gianluigi Paragone, party's founder and leader

Între 2021 și 2022, partidul a fost critic față de politicile susținute de guvernul de uniune națională condus de Mario Draghi pus în funcțiune pentru a stopa pandemia de COVID-19 din Italia. Italexit s-a opus ferm certificatului digital COVID al UE, cunoscut de asemenea ca "Certificat verde", care, din octombrie 2021, a devenit obligatoriu pentru a lucra și a călători în țară. Paragone a etichetat certificatul de vaccinare drept "obligație de infamie," a declarat că nu a fost vaccinat și și-a descris opoziția față de vaccinarea obligatorie drept un „război religios".
La alegerile municipale din Milano din 2021, Paragone a obținut 2,99% din voturi și s-a clasat pe locul al treilea, după primarul în exercițiu Giuseppe Sala din coaliția de centru-stânga și Luca Bernardo din coaliția de centru-dreapta. Pentru că nu a depășit pragul electoral de 3 la sută nu a fost ales în consiliul municipal. În altă parte, la alegerile locale din 2021, candidații Italexit au obținut un scor de la 0,8% din voturi la Torino, la 2.0% în Bologna.
La alegerile locale din 2022, Italexit a obținut 0,9% din voturi la Como și 2.6% în Alessandria.
În iunie 2022, Italexit a ținut la Roma primul său congres, la finalul căruia, pe 26, au fost aprobate organigrama și platforma politică, în timp ce Gianluigi Paragone a fost ales în unanimitate în funcția de secretar al partidului.
La 31 iulie 2022, Paragone a anunțat formarea unei liste comune de candidați pentru alegerile generale din septembrie 2022 cu Alternativa, un partid care susține dirijismul și intervenționismul economic, partid înființat în noiembrie 2021 de foști membri ai Mișcării Cinci Stele. După cinci zile, pe 5 august 2022, Alternativa a anunțat desființarea alianței electorale cu Italexit, pe motiv că neofasciștii erau prezenți în aparență pe listele de candidați ale Italexit. Paragone a răspuns acuzând Alternativa că a încercat să „folosească Italexit ca pe un taxi către Parlament."
Paragone a declarat că dorește ca Italia să iasă din alianța NATO, precum și să înceteze sancțiunile împotriva Rusiei, sancțiuni care, a declarat el, „produc prejudicii economiei țării."

## Rezultate electorale

### Parlamentul Italiei
| Camera Deputaților |        |   |         |     |                    |
| An electoral       | Voturi | % | Locuri  | +/− | Lideri             |
| 2022               | TBD    | – | 0 / 400 | –   | Gianluigi Paragone |

| Senat        |        |   |         |     |                    |
| An electoral | Voturi | % | Locuri  | +/− | Lideri             |
| 2022         | TBD    | – | 0 / 200 | –   | Gianluigi Paragone |